# شهرداری استروگا
شهرداری استروگا (به لاتین: Struga Municipality) یک منطقهٔ مسکونی در مقدونیه شمالی است که در مقدونیه شمالی واقع شده‌است. شهرداری استروگا ۴۸۳ کیلومتر مربع مساحت و ۶۳٬۳۷۶ نفر جمعیت دارد.

## خواهرخوانده
شهر چروارا دی روما خواهرخواندهٔ شهرداری استروگا هست.